# L'auto più pazza del mondo
L'auto più pazza del mondo (Driving Me Crazy) è un  film del 1991, diretto da Jon Turteltaub. È una storia di ambientazione fantascientifica.

## Trama
Un tedesco brevetta quella che è un'invenzione incredibile, un'auto che non inquina, velocissima e il cui carburante è costituito da verdure, eppure non sarà facile trovare un acquirente, neanche negli USA.